# Niccolò d'Acciapaccio
Niccolò d'Acciapaccio, dit le cardinal de Capoue, né en 1382 à Sorrente en Campanie, Italie, alors dans le royaume de Naples, et mort à Rome le 3 avril 1447, est un cardinal italien.

## Biographie
Niccolò d'Acciapaccio étudie à Naples et est conseiller de la reine Jeanne II de Naples et clerc de Sorrente. En 1410, il est nommé évêque de Tropea et en 1435, il est promu archevêque de Capoue.
Le pape Eugène IV le crée cardinal lors du consistoire du 18 décembre 1439. Comme partisan du roi René d'Anjou, il est exilé par Alphonse V d'Aragon, mais d'Acciapaccio revient plus tard.
Il est camerlingue du Sacré Collège en 1442-1443. D'Acciapaccio est un des cardinaux chargés de la canonisation de Bernardin de Sienne. 
Le cardinal d'Acciapaccio participe au conclave de 1447, lors duquel Nicolas V est élu pape.
Il meurt à Rome le 3 avril 1447.